# アルメニア狂詩曲第1番 (コミタス)
アレクサンダー・コミタスの『アルメニア狂詩曲第1番』（Armeense Rhapsodie № 1 voor blaasorkest）作品22は、1990年に作曲された吹奏楽曲。

## 概説
オランダの作曲家基金「音楽創造基金」（Fonds voor de Scheppende Toonkunst）の委嘱により、オランダ王立陸軍軍楽隊（Koninklijke Militaire Kapel）のために作曲された。スコアは1990年7月26日にオランダ南部のボクステル（Boxtel）で完成し、指揮者のピエール・キュエイペルス（Pierre Kuijpers）に献呈された。
実際に初演が行われたのは1995年12月2日で、ケルクラーデのローダハル（Rodahal）にて、アレクス・シリングス（Alex Schillings）の指揮、キュエイペルスもかつて指揮者を務めていたケルクラーデ・カールハイデ聖ヨーゼフ吹奏楽団（Harmonieorkest "St. Jozef" Kaalheide Kerkrade）の演奏による。
アルメニアの音楽に興味を持っていたコミタスは、旧ソ連から取り寄せたアルメニア民謡のレコードから4つを選んで採譜し、曲の素材とした。民謡の歌い方を表現するため複雑な変拍子や細かなリズムを多用している。
演奏時間は約18分。楽譜はオランダのブロンスハイム音楽出版（Bronsheim Muziekuitgeverij）から出版された。

## 編成
| 木管 | 木管                     | 金管  | 金管      | 弦・打 | 弦・打                                                  |
| ---- | ------------------------ | ----- | --------- | ------ | ------------------------------------------------------- |
| Fl.  | 2, Picc. 1 (Fl.持ち替え) | Crnt. | 3, Tp. 3  | Cb.    | ●                                                       |
| Ob.  | 2, C.A.                  | Hr.   | 4         | Timp.  | ●                                                       |
| Fg.  | 2                        | Tbn.  | 3, Bass   | 他     | S.D., B.D., Cymb., Tam-t., Tom-t., Bongos, Congas, Tri. |
| Cl.  | Solo + 3, E♭, Alto, Bass | Bar.  | 3         | 他     | S.D., B.D., Cymb., Tam-t., Tom-t., Bongos, Congas, Tri. |
| Sax. | Alt. 2 Ten. 1 Bar. 1     | Tub.  | E♭ 1, C 2 | 他     | S.D., B.D., Cymb., Tam-t., Tom-t., Bongos, Congas, Tri. |

## 構成
続けて演奏される5つの部分からなる。
1. 序奏（Inleiding）
古い哀歌「ドレ・ヤマン」（Dle Yaman）の旋律がイングリッシュホルンとバスーンにより民族楽器ドゥドゥク（duduk）を模して奏される。
2. 第1部
民族舞曲「ヴァルチャニク」（Vartianik） に基づく6/8拍子の踊りに2/4拍子の部分が挿入される。
3. 第2部
シラク地方の踊り「シラキ・ゲヴォンディ」（Shiraki Gevondi）によるゆったりした旋律に細かなリズムが絡みつく。
4. 間奏（Tussenspel）
それまでに登場した旋律が対位的に回想される。
5. 第3部
早い舞曲「シャラホ」（Shalakho）で盛り上がり、「ドレ・ヤマン」が再現する。